# 肖建亨
肖建亨（1930年11月18日—），男，原名萧建亨，江苏苏州人。中国科幻小说家。文学创作一级。

## 生平
1930年11月18日生于江苏苏州。1953年毕业于南京工学院无线电系，从事过技术工作。1956年开始发表作品，创作了《奇异的机器狗》、《铁鼻子的秘密》等科幻小说。其中代表作《布克的奇遇》讲述了一个匪夷所思的故事，对人类器官移植及未来生命科学展开了大胆地想象。文化大革命结束后，肖建亨重新执笔。1979年调苏州市文化局开始从事专业创作，写下了大量短篇科幻小说。1982年加入中国作家协会。

## 出版物
又名萧建亨。笔名木舢、萧凡等。著有科幻小说集谜一样的地方》、《布克的奇遇》、《奇异的机器狗》、《密林虎踪》、《梦》、《金星人之谜》、《特殊任务》。作品集《肖建亨科学幻想小说选》、《肖建亨科幻小说新作选》、《肖建亨获奖科学幻想小说选》等。其中《肖建亨获奖科学幻想小说选》获1990年第二届宋庆龄儿童文学奖三等奖。